# Droga wojewódzka 277
Die Droga wojewódzka 277 (DW 277) ist eine 13 Kilometer lange Droga wojewódzka (Woiwodschaftsstraße) in der polnischen Woiwodschaft Lebus, die Skąpe mit der Droga ekspresowa S3 verbindet. Die Strecke liegt im Powiat Świebodziński und im Powiat Zielonogórski.

## Streckenverlauf
Woiwodschaft Lebus, Powiat Świebodziński
-  Skąpe (Skampe) (DW 276)
- Kaliszkowice (Balkmühle)
- Pałck (Palzig)

Woiwodschaft Lebus, Powiat Zielonogórski
- Głogusz (Glogsen)
- Łochowo
- Brzezie
-  Sulechów (Züllichau) (S 3, DK 32, DW 278)